# Claremont-Isles-Nationalpark
Der Claremont-Isles-Nationalpark (englisch Claremont Isles National Park) ist ein 63 Hektar großer Nationalpark in Queensland, Australien. Er liegt innerhalb des Great Barrier Reef und ist damit Teil des UNESCO-Weltnaturerbes.

## Lage
Der Nationalpark befindet sich 385 Kilometer nordwestlich von Cairns an der Ostküste der Kap-York-Halbinsel im Korallenmeer. Die Inseln liegen vor Point Stewart nördlich der Princess Charlotte Bay, 55 Kilometer östlich von Coen und 270 Kilometer nordwestlich von Cooktown.
In der näheren Umgebung liegen im Korallenmeer die Nationalparks Marpa, Sandbanks und Flinders Group, auf dem Festland KULLA (McIlwraith Range) und Lama Lama.

## Landesnatur
Die Inselgruppe besteht aus insgesamt drei Inseln, Fife Island, Pelican Island und Burkitt Island.

## Fauna
Die Inseln sind ein wichtiger Ruhe- und Nistplatz für Vögel, deshalb sollte Besucher vermeiden an Land zu gehen, Camping ist verboten. Auf allen Inseln leben verschiedene Arten von Seeschwalben. Besonders häufig ist die Eilseeschwalbe (Thalasseus bergii) anzutreffen, aber auch die vom Aussterben bedrohte Zwergseeschwalbe (Sterna albifrons) ist auf den Inseln heimisch.
Auf Burkitt Island lebt eine große Zahl von Zweifarben-Fruchttauben (Ducula bicolor) und die ausgedehnten Sandfläche und Lagunen sind ein Habitat für Zugvögel wie den Rifftriel (Esacus giganteus). Pelican Island ist benannt nach einer Kolonie von Brillenpelikan die hier regelmäßig brüten; auf Fife Island leben Wedge-tailed Shearwater (Puffinus pacificus).
Die die Inseln umgebenden Riffe und ausgedehnten Seegraswiesen sind ein wichtiger Lebensraum für Delfine, Dugongs und Meeresschildkröten. Auf Pelican Island brütet eine kleine Kolonie von Echten Karettschildkröten (Eretmochelys imbricata).